# Kabupaten Administrasi Kepulauan Seribu
Kabupaten Administrasi Kepulauan Seribu (engelska: Thousand Islands) är ett kabupaten i Indonesien.   Det ligger i provinsen Jakarta, i den västra delen av landet, 80 km norr om huvudstaden Jakarta. Antalet invånare är 21 082.